# یون جی-سو
یون جی-سو (کره‌ای: 윤지수؛ زادهٔ ۲۴ ژانویهٔ ۱۹۹۳) شمشیرباز اهل کره جنوبی است.